# Піре-Шансе
Піре-Шансе (фр. Piré-Chancé) — муніципалітет у Франції, у регіоні Бретань, департамент Іль і Вілен. Піре-Шансе утворено 1 січня 2019 року шляхом злиття муніципалітетів Шансе i Піре-сюр-Сеш. Адміністративним центром муніципалітету є Піре-сюр-Сеш. Населення — 3120 осіб (01.01.2021).